# IC 2673
IC 2673 ist eine Balken-Spiralgalaxie mit aktivem Galaxienkern vom Hubble-Typ SBc im Sternbild Löwe auf der Ekliptik. Sie ist schätzungsweise 259 Millionen Lichtjahre von der Milchstraße entfernt und hat einen Durchmesser von etwa 60.000 Lichtjahren.

Im selben Himmelsareal befinden sich u. a. die Galaxien IC 2638, IC 2648, IC 2676, IC 2680.
Das Objekt wurde am 27. März 1906 von Max Wolf entdeckt.